# 구상찬
구상찬(具相燦, 1957년 7월 7일 ~ )은 대한민국의 제18대 국회의원을 지낸 정치인이다. 2013년 주상하이 총영사로 부임했다.

## 학력
- 토성초등학교 졸업
- 경남중학교 졸업
- 경남고등학교 졸업
- 동국대학교 체육교육학 학사
- 동국대학교 대학원 체육교육학 석사

## 경력
- 1985년 ~ 1987년: 문화체육부장관 비서관
- 1990년 ~ 1992년: 민주자유당 정책위원장 보좌역
- 2004년 ~ 2007년: 동국대학교 인문과학대학 겸임 교수
- 2006년 ~ 2008년: 한나라당 강서(갑) 당원협의회 운영위원장
- 2006년: 한나라당 서울시당 뉴타운 정책개발위원장
- 2005년 ~ 2007년: 박근혜 전 한나라당 대표 공보 특보
- 2008년: 이명박 대통령 당선자 중국 특사
- 2013년 6월 ~ 2015년 3월: 주상하이대한민국총영사관 총영사
- 2015년 ~ : 동아대학교 국제전문대학원 겸임교수
- 2017년 1월 ~ 2018년 6월: 바른정당 강서(갑) 당협위원장
- 2018년 10월 ~ 2020년 1월: 바른미래당 조직강화특별위원회 위원
- 2020년 2월 : 미래통합당 서울시당 강서(갑) 당협위원장
- 국민의힘 서울시당 강서(갑) 당협위원장
- 국민의힘 서울시당 국제위원장
- 2021년 3월 ~ 2021년 4월: 국민의힘 4·7재보궐선거 서울시장 보궐선거 선거대책위원회 조직본부 1본부 국제위원장
- 2021년 8월 ~ 2021년 11월: 국민의힘 유승민 제20대 대통령 선거 예비후보 희망22 조직본부 조직2본부장
- 국민의힘 서울시당 상임수석부위원장
- 2023년 4월 대한민국헌정회 이사
- 2023년 9월 ~ 2023년 10월: 국민의힘 10·11 서울 강서구청장 보궐선거 선거대책위원회 공동선대위원장
- 2025년 5월~2025년 6월: 제21대 대통령 선거 국민의힘 김문수 대통령 후보 직속 자문 및 보좌 기관 특보단 선임정무특보

## 의정 활동
- 2008년 5월 ~ 2012년 5월 제18대 국회의원 (서울 강서갑)
- 국회 외교통상위원회 위원
- 한나라당 제2정조위 부위원장
- 국회 한중문화연구회 회장
- 정치개혁특별위원회 위원
- 한나라당 통일위원장

## 역대 선거 결과
|  | 49.60% |

|  | 42.50% |

|  | 32.16% |

|  | 38.37% |

|  | 38.67% |

## 같이 보기
- 강서구 갑
- 서울 강서구의 국회의원